# Алексеев, Никифор Ефремович
Никифор Ефремович Алексеев (2 (15) июня 1889 — 22 апреля 1956) — советский военный деятель, генерал-майор танковых войск (1940).

## Биография
Родился 2 (15) июня 1889 года в селе Пляшивцево, Дорогобужский уезд, Смоленская губерния (ныне Смоленская область) в крестьянской семье. Русский.
В армии с 1911 года. Участник Первой мировой войны, командир взвода школьного полка 17-й кавалерийской дивизии на Северном фронте, вахмистр. С июля 1917 года в Красной гвардии, начальник отряда, затем с ноября 1917 до августа 1918 года Дорогобужский уездный военком.
Участник Гражданской войны в России. В августе 1918 — апреле 1919 года был председателем Дорогобужской уездной чрезвычайной комиссии, затем начальником конной команды 28-го стрелкового батальона Смоленской Губчека. С января по ноябрь 1920 года командовал кавалерийским эскадроном отдельной стрелковой дивизии войск 16-й армии, а с ноября 1920 по февраль 1921 года — 19-м кавалерийским полком 19-й стрелковой дивизии. С февраля по апрель 1921 года — начальник сводного боевого отряда при 1-м боевом участке Тамбовской губернии. До ноября 1921 года командовал отдельным кавалерийским дивизионом 11-й отдельной кавалерийской бригады.
После войны, в ноябре 1921 года поступил в Военную академию РККА. С октября 1926 по ноябрь 1931 года (с перерывом на учёбу с октября 1929 по апрель 1930 года) командовал 67-м кавалерийским полком 11-й (с 1930 года — 10-й) кавалерийской дивизии. С ноября 1931 по январь 1932 года — начальник 1-го сектора автобронетанковых частей СКВО; а с сентября 1932 по январь 1934 года — начальник штаба 32-й механизированной бригады. С января 1934 по январь 1937 года руководил школой младшего командного состава 6-й механизированной бригады, затем — школы младшего начсостава 11-го механизированного корпуса (с января 1936 по январь 1937 года в спецкомандировке, командир отдельного бронетанкового полка). С декабря 1937 по апрель 1938 года работал инспектором автобронетанковых частей 1-го кавалерийского корпуса, а в апреле-июне 1938 года на аналогичной должности в 4-м кавалерийском корпусе. Затем ровно год был исполняющим должность командира 24-й легкотанковой бригады. В 1939—1941 годах был начальником отдела снабжения горючим КОВО. 4 ноября 1939 года ему присвоено воинское звание комбрига. Участник Польского похода, начальник отдела снабжения горючим Украинского фронта. Генерал-майор с 4 июня 1940 года (постановление СНК СССР № 945).
В ходе Великой Отечественной войны до мая 1942 года был начальником отдела снабжения горючим Юго-Западного фронта, выходил из окружения, получил ранение. До июня исполнял обязанности окружного интенданта, а с июня по август — окружной интендант СКВО. С августа по ноябрь был начальником тыла, заместителем командующего по тылу 5-й танковой армии. С ноября 1942 по апрель 1943 года находился в распоряжении Главного управления тыла Красной армии. С апреля 1943 по май 1946 года был начальником 2-го Ульяновского танкового училища, а до конца года успел поработать начальником гвардейского Сивашского танкового училища.
Приказом МВД СССР № 0960 от 24 декабря 1946 года уволен в отставку по статье № 43 (по болезни).
Умер 22 апреля 1956 года. Похоронен в Киеве на Лукьяновском военном кладбище (участок № 2).

## Награды
Награждён тремя орденами Красного Знамени, орденом Красной Звезды и медалями «За победу над Германией в Великой Отечественной войне» и «XX лет РККА».

## Память
- На могиле установлен надгробный памятник на Лукьяновском военном кладбище Киева.
- Имя воина увековечено в Главном Храме Вооружённых сил России, и навсегда запечатлено на мемориале «Дорога памяти» [4]